# Старе Хабово
Старе Хабово (пол. Stare Chabowo) — село в Польщі, у гміні Завідз Серпецького повіту Мазовецького воєводства.
Населення — 105 осіб (2011).
У 1975-1998 роках село належало до Плоцького воєводства.

## Демографія
Демографічна структура станом на 31 березня 2011 року:
|          | Загалом | Допрацездатний вік | Працездатний вік | Постпрацездатний вік |
| -------- | ------- | ------------------ | ---------------- | -------------------- |
| Чоловіки | 49      | 7                  | 35               | 7                    |
| Жінки    | 56      | 14                 | 30               | 12                   |
| Разом    | 105     | 21                 | 65               | 19                   |